# Lecanodiaspis dendrobii
Lecanodiaspis dendrobii är en insektsart som först beskrevs av Douglas 1892.  Lecanodiaspis dendrobii ingår i släktet Lecanodiaspis och familjen Lecanodiaspididae. Inga underarter finns listade i Catalogue of Life.